# Lijst van rijksmonumenten in Utrecht (stad)/Oudkerkhof
De stad Utrecht telt in totaal 1.402 inschrijvingen in het rijksmonumentenregister, het Oudkerkhof in het centrum telt 13 rijksmonumenten. Hieronder een overzicht.
| Object | Oorspronkelijke functie? | Bouwjaar                          | Architect      | Locatie       | Coördinaten?                | Nr.?   | Afbeelding        |
| --- | ------------------------ | --------------------------------- | -------------- | ------------- | --------------------------- | ------ | ----------------- |
| Pand met brede gevel met rechte kroonlijst, zadeldak en topgevels door schoorstenen bekroond                                | Woonhuis                 | 18e eeuw                          |                | Oudkerkhof 2  | 52° 5' 30" NB, 5° 7' 13" OL | 18286  | Meer afbeeldingen |
| Huis van twee bouwlagen, een kap met de nok loodrecht op de straat en een kelder                                            | Werk-woonhuis            | 18e eeuw                          |                | Oudkerkhof 5  | 52° 5' 30" NB, 5° 7' 13" OL | 450487 | Meer afbeeldingen |
| Pand met lijstgevel met consoles                                                                                            | Woonhuis                 | 18e eeuw                          |                | Oudkerkhof 6  | 52° 5' 31" NB, 5° 7' 13" OL | 18287  | Meer afbeeldingen |
| Pand met gevel van een nieuwe top voorzien, natuurstenen banden in bogen boven vensters, dito blokken                       | Woonhuis                 | 17e eeuw                          |                | Oudkerkhof 6  | 52° 5' 31" NB, 5° 7' 14" OL | 18288  | Meer afbeeldingen |
| Huis van twee bouwlagen, een kap loodrecht op de straat en een kelder met tongewelf                                         | Werk-woonhuis            | begin 16e eeuw                    |                | Oudkerkhof 7  | 52° 5' 29" NB, 5° 7' 13" OL | 450488 | Meer afbeeldingen |
| Woon-winkelpand | Werk-woonhuis            | 1877                              |                | Oudkerkhof 20 | 52° 5' 31" NB, 5° 7' 15" OL | 514241 | Meer afbeeldingen |
| Pand met lijstgevel met neo-gotische-romaanse ornamentatie                                                                  | Werk-woonhuis            | ca. 1850                          |                | Oudkerkhof 23 | 52° 5' 30" NB, 5° 7' 16" OL | 18289  | Meer afbeeldingen |
| Woonhuis | Woonhuis                 | 17e eeuw (oorsprong) 1919 (rest.) | G.Th. Rietveld | Oudkerkhof 27 | 52° 5' 30" NB, 5° 7' 17" OL | 514238 | Meer afbeeldingen |
| Voormalig koetshuis | Opslag                   | begin 18e eeuw                    |                | Oudkerkhof 29 | 52° 5' 30" NB, 5° 7' 17" OL | 18290  | Meer afbeeldingen |
| Pand met gevel met rechte kroonlijst, zadeldak aan beide zijden in trapgevels eindigend, gemetselde bogen boven de vensters | Werk-woonhuis            |                                   |                | Oudkerkhof 31 | 52° 5' 31" NB, 5° 7' 18" OL | 18291  | Meer afbeeldingen |
| Voorhuis met drie bouwlagen, een kap loodrecht op de straat en een kelder                                                   | Werk-woonhuis            | middeleeuwen                      |                | Oudkerkhof 35 | 52° 5' 30" NB, 5° 7' 19" OL | 450489 | Meer afbeeldingen |
| Pand met pilastergevel door rechte kroonlijst afgedekt                                                                      | Werk-woonhuis            | eerste helft 17e eeuw             |                | Oudkerkhof 41 | 52° 5' 30" NB, 5° 7' 19" OL | 18292  | Meer afbeeldingen |
| Pand met lijstgevel | Werk-woonhuis            | 18e eeuw                          |                | Oudkerkhof 43 | 52° 5' 31" NB, 5° 7' 19" OL | 18293  | Meer afbeeldingen |